# Hemigrammus ulreyi
Hemigrammus ulreyi är en fiskart som först beskrevs av Boulenger, 1895.  Hemigrammus ulreyi ingår i släktet Hemigrammus och familjen Characidae. Inga underarter finns listade i Catalogue of Life.